# 遠藤功
遠藤 功（えんどう いさお、1956年 - ）は、日本の経営者・経営学者。元ローランド・ベルガー日本法人会長。

## 経歴
1956年東京都生まれ。1979年に早稲田大学商学部を卒業後、三菱電機入社。米国ボストンカレッジ経営大学院にてMBA取得。1988年に三菱電機を退社、その後ボストン・コンサルティング・グループ、アンダーセン・コンサルティング、ブーズ・アレン・ハミルトンなど米国系コンサルティングファーム各社勤務を経て、同僚の西浦裕二とローランド・ベルガー日本法人の本格的立ち上げに参画し、足立光らとともに移籍。2000年に代表取締役社長となり、2006年より同社会長、2007年にはドイツ本社経営監査委員会のメンバーにアジア出身者として初めて選出された。また、2006年-2016年の10年間、早稲田大学ビジネススクール教授に就任し、経営戦略論、オペレーション戦略論を担当し、現場力の実践的研究を行った。
2020年6月、ローランド・ベルガー日本法人会長を退任、同年7月から独立コンサルタントして活動する。2022年時点で、株式会社良品計画社外取締役、SOMPOホールディングス株式会社社外取締役、株式会社ネクステージ社外取締役を務める。
著書の中で、若い頃から仕事でよく怒鳴っていたと語っている。

## 著書

### 単著
- 『コーポレート・クオリティ―世界標準の経営品質を創造する』（東洋経済新報社, 1998年）
- 『現場力を鍛える―「強い現場」をつくる7つの条件』（東洋経済新報社, 2004年）
- 『図解 現場力―「強い企業」には「強い現場」が存在する!』（ゴマブックス, 2005年）
- 『見える化―強い企業をつくる「見える」仕組み』（東洋経済新報社 2005年）
- 『企業経営入門』（日本経済新聞社, 2005年）
- 『ねばちっこい経営 粘り強い「人と組織」をつくる技術』（東洋経済新報社, 2006年）
- 『事例に学ぶ 経営と現場力』（ゴマブックス, 2006年）
- 『プレミアム戦略』（東洋経済新報社, 2007年）
- 『ビジネスの“常識”を疑え!』（PHP研究所, 2007年）
- 『現場力復権―現場力を「計画」で終わらせないために』（東洋経済新報社, 2009年）
- 『「見える化」勉強法』（日本能率協会マネジメントセンター, 2010年）
- 『未来のスケッチ　経営で大切なことは旭山動物園にぜんぶある』（あさ出版,2010年）
- 『課長力　逆境を突破する６つの力』（朝日新聞出版,2010年）
- 『「日本品質」で世界を制す！』（日本経済新聞出版社,2010年）
- 『経営戦略の教科書』（光文社,2011年）
- 『伸び続ける会社の「ノリ」の法則』（日本経済新聞出版社,2011年）
- 『現場力の教科書』（光文社,2012年）
- 『図解　最強の現場力』（青春出版社,2012年）
- 『現場女子―輝く働き方を手に入れた7つの物語―』（日本経済新聞出版社,2012年)
- 『外資系戦略コンサルタント・サバイバル奮闘記　- プロフェッショナル・キャリアを歩む - [Kindle版]』（株式会社スペースシップ〈ビジスパ〉,2013年）
- 『新幹線お掃除の天使たち　ー世界一の現場力はどう生まれたか？ー』（あさ出版,2012年）
- 『言える化　「ガリガリ君」の赤城乳業が躍進する秘密』（潮出版社, 2013年）
- 『賢者のリーダーシップ～みんながリーダー！の組織をつくる』（日経BP社,2013年)
- 『現場論「「非凡な現場」をつくる論理と実践』（東洋経済新報社, 2014年）
- 『ＬＦＰ－企業が「並外れた敏捷性」を手に入れる１０の原則』（PHP研究所,2015年）
- 『五能線物語 「奇跡のローカル線」を生んだ最強の現場力』（PHP研究所,2016年）
- 『結論を言おう、日本人にMBAはいらない』（角川新書,2016年）

### 共編著
- 『考える営業―生産性を飛躍させるプロセス革新』（東洋経済新報社, 1994年）
- 『事業戦略のレシピ』（日本能率協会マネジメントセンター, 2008年）
- 『日本企業にいま大切なこと』（PHP新書, 2011年）
- 『「IT断食」のすすめ』（日経プレミアシリーズ, 2011年）
- 『行動格差の時代　心の勢いで壁を突破する8つの力』（幻冬舎,2013年）